# Emeraldella brocki
L'emeraldella (Emeraldella brocki) è un artropode estinto, vissuto nel Cambriano medio (circa 505 milioni di anni fa). I suoi resti sono stati rinvenuti nel ben noto giacimento di Burgess Shales (Canada) e in Utah.

## Descrizione
Questo animale era un grande abitatore del fondale marino che diede poi origine al giacimento di Burgess; la forma dell'emeraldella era molto simile a quella dei merostomi, un gruppo di artropodi affini ai ragni e agli scorpioni, attualmente rappresentati dal solo limulo. Il capo era emisferico e basso, dotato di lunghe antenne rivolte all'indietro e di una serie di corte appendici: il primo paio era corto e simile a un arto, mentre le altre quattro paia erano le classiche appendici biramate tipiche degli artropodi primitivi. Il corpo era largo e piatto, costituito da undici segmenti dotati anch'essi di appendici biramate. La coda (telson) era formata da un paio di segmenti più una lunga spina sottile.

## Classificazione
Considerato in un primo tempo un merostomo (ovvero un primitivo parente dell'attuale limulo), questo animale è stato in seguito riconsiderato da Bruton e Whittington come un artropodo unico, dalle incerte affinità. In particolare sono state riscontrate notevoli somiglianze con Parapaleomerus della Cina.